# Château de Talhouët
Le château de Talhouët est un château situé sur la commune française de Pluherlin, dans le département du Morbihan.

## Localisation
Le château est situé à environ 2,7 km à vol d'oiseau nord-nord-ouest du centre-bourg de Pluherlin.

## Historique
Un premier manoir, berceau de la famille de Talhouët,, est établi à cet emplacement à la fin du XIVe ou au début du XVe siècle,,. Passé par mariage à la famille du Bot, il est remplacé au siècle suivant par un nouvel édifice, dont la construction s'étale entre 1580 et 1582. La chapelle, dédiée à saint Jean,, est construite au début du XVIIe siècle,,.
Une deuxième phase de travaux est réalisée en 1647, qui a pour conséquence principale l'agrandissement du corps de logis vers l'est,. Il devient ensuite la propriété successive des familles Rado de Courson, Huchet de La Bédoyère, Juchault de Lorme et Quénétain,.
À la Restauration, il passe à la comtesse de Danne,, qui engage une troisième phase de travaux en 1850,. Cette nouvelle campagne voit le logis s'étendre vers l'ouest, avec l'adjonction d'un pavillon servant de jardin d'hiver,, et le décor intérieur remis au goût du jour. Le manoir médiéval et la plupart de ses dépendances sont détruits à la fin du XIXe siècle.
Le château est revendu en 1989, et transformé en 1990 pour accueillir des chambres d'hôtes.
Le corps de logis, la chapelle, les façades et toitures des communs, les jardins en terrasses (avec ses murets et structures maçonnées) et les murs de clôture sont inscrits au titre des monuments historiques par arrêté du 29 septembre 2000.

## Description
Le château du XVIe siècle, orienté nord-sud, affecte un plan en « L », et relève du style gothique, comme l'attestent des restes de décor (porte monumentale, escalier). Lors des interventions du milieu du XIXe siècle, l'architecture et le décor sont remis aux goûts de l'époque, avec intervention sur les boiseries et les plafonds principalement.
Les dépendances comprennent notamment une grange, des étables, un fournil, une citerne à eau et une chapelle.
La chapelle est construite selon un plan rectangulaire d'environ 11 × 7 m et d'après le style Renaissance. Si les murs sont construits en moellons et petites pierres de granit, le chevet, à pans coupés, est en appareillage de pierres de taille. Le mur-pignon est percé d'une porte en plein cintre et surmonté d'un lanternon.